# Manoir de Brenudel
Le manoir de Brenudel est situé à Sarzeau en France.

## Localisation
Le manoir est situé sur le territoire de la commune de Sarzeau, au lieu-dit Brenudel, dans le département du Morbihan en région Bretagne.

## Description
Le manoir date du XVIIe siècle, édifice à un étage carré,  comble à surcroît, construit en moellons de granite et de schiste. La toiture du manoir à longs pans est couverte d'ardoises et celle de la dépendance est couverte de chaume, pignon découvert. Escalier hors-œuvre : escalier à vis en charpente.

## Historique
Manoir du XVIIe siècle. Élévation antérieure du logis remontée en 1862 (date portée) , désenduite depuis 1972. Intérieur modifié, escalier à vis en charpente dans tour détruit. Dépendance contiguë avec cheminées du XVIIIe siècle, en ruine. Toiture disparue depuis 1972.
Le manoir est inscrit à l'inventaire général du patrimoine culturel en 1992.